# 阿馬隆魮脂鯉
阿馬隆魮脂鯉，為輻鰭魚綱脂鯉目脂鯉亞目脂鯉科的其中一個種，為熱帶淡水魚，分布於南美洲哥倫比亞淡水流域，體長可達2.7公分，棲息植物沉積物多、深色水質且涵氧低的水域，生活習性不明。

## 扩展阅读
- 維基物種上的相關：阿馬隆魮脂鯉